# Gabriel Romon
Gabriel Louis Charles Romon (* 18. Juni 1905 in Boulogne-sur-Mer; † 21. August 1944 in Heilbronn) war ein französischer Widerstandskämpfer. Er gehörte der Gruppe Réseau Alliance an, die Informationen für den britischen Geheimdienst beschaffte, und arbeitete dort unter dem Decknamen „Cygne“. Romon wurde verhaftet und in Deutschland hingerichtet.

## Leben
Gabriel Romon war ein Sohn des Louis Romon und seiner Ehefrau Gabrielle, geb. Lemaitre. Er wurde an der Place Saint-Pierre 2 in Boulogne-sur-Mer geboren. Im Alter von elf Jahren verlor er seinen Vater. Romon besuchte das Lycée Faidherbe in Lille und danach die École polytechnique. 1929 wurde er Lieutenant im 18ème Régiment du Génie in Nancy. Am 5. August 1930 heiratete er dort Denise Sivot (* 1910), mit der er die drei Söhne Jean-Louis, Philippe und François bekam. Ab September 1932 besuchte er die École Supérieure d'Electricité und 1933 wurde er Capitaine. Beim Kriegsausbruch war er Kommandeur des 38ème Régiment du Génie in Montargis. Unter General Georges wurde er unter anderem in Nordafrika eingesetzt.
1940 wurde er Technischer Direktor des Groupement de Contrôles Radioélectriques (GCR) und Direktor des Zentrums dieser Organisation in Hauterive unter Paul Labat. Er gehörte einer Gruppe von Offizieren an, die für den französischen und britischen Geheimdienst arbeiteten; unter anderem erkundeten sie die Radioeinrichtungen der Gestapo und der deutschen Wehrmacht und die Schlachtordnungen der deutschen Truppen und waren mit der Entschlüsselung chiffrierter Botschaften beschäftigt.
Ende 1942 hatten die Deutschen ganz Frankreich besetzt und im Juli 1943 wurden mehrere Kollegen Romons von der Gestapo verhaftet. Romon trat nun als Direktor der staatlichen Technischen Dienste auf, gleichzeitig engagierte er sich immer intensiver im Widerstand. Ab März 1943 war er Commandant des Transmissions de l'Armée Secrète. Er gründete eine Gruppe, genannt Service des Transmissions nationales (STN), um die Alliierten über die Vorhaben der Deutschen auf dem Laufenden zu halten und die Invasion vorzubereiten.
Am 12. Dezember 1943, dem zehnten Geburtstag seines Sohnes Philippe, wurde er in seinem Heim an der route de Thiers 86 in Saint-Yorre festgenommen. Wer oder was ihn verraten hatte, blieb unaufgeklärt. Er war an verschiedenen Stellen in Haft, ehe er am 16. Dezember 1943 ins Straßburger Gefängnis kam. Dort wurde er von der AST (Abwehrstelle) verhört. Danach kam er am 15. Februar 1944 ins Gefängnis von Kehl, schließlich am 27. April 1944 nach Freiburg im Breisgau, wo er vors Kriegsgericht gestellt werden sollte. Am 24. Juni 1944 wurde er zusammen mit 23 weiteren Personen, die ebenfalls zur Gruppe Réseau Alliance gehörten, wegen Spionage zum Tode verurteilt. Drei Tage später wurde diese Gruppe ins Gefängnis von Schwäbisch Hall überstellt, wo sie am 20. August desselben Jahres über das Todesurteil informiert wurde. Am 21. August 1944 wurden Romon und die übrigen Verurteilten in die Schlieffen-Kaserne in Heilbronn gebracht und noch am selben Tag wurden sie füsiliert.
Denise Romon erfuhr erst im Juli 1945, dass ihr Mann umgekommen war, und erst 1946 wurden ihr seine genauen Todesumstände bekannt. Sie schrieb daraufhin ihre Erinnerungen an die Zeit mit Gabriel Romon nieder. François Romon war allerdings nach dem Tod seiner Mutter überrascht, wie viel Material über seinen Vater vorlag, das er bis zu diesem Zeitpunkt nicht gekannt hatte.

## Ehrungen
Richard Stieglitz, der Vater eines der beiden bei der Erschießung der 24 Franzosen in Heilbronn anwesenden Wehrmachtsärzte, wurde nach dem Einmarsch der Amerikaner in Heilbronn als Bürgermeister von Sontheim eingesetzt, wo die Erschossenen auf dem Südfriedhof Sontheim beigesetzt worden waren. Stieglitz ließ die Begräbnisstätte zu einem Ehrengrab herrichten. Am 5. Juli 1945 wurden alle Toten exhumiert, erkennungsdienstlich behandelt und wieder bestattet. Am 8. August 1945 wurde nochmals einer der Toten zur Identifizierung exhumiert. Anschließend wurde das Ehrengrab dann mit Namenstafeln und einem Gedenkkreuz versehen.
1947 wurden die Toten, deren letzter Wunsch es gewesen war, in französischer Erde bestattet zu werden, abermals exhumiert, nach Straßburg überführt und dort begraben. Gabriel Romon wurde postum zum Lieutenant-Colonel ernannt, erhielt die Médaille de la Résistance und wurde Ritter der Ehrenlegion. Die Obsequien wurden am 27. Dezember 1947 in der Église Saint-Louis des Invalides in Paris gefeiert.
Nach Gabriel Romon wurde am 12. Mai 1946 die rue du Commandant Romon in Saint-Yorre benannt. Am 26. Juni desselben Jahres erhielt die avenue des colonels Mesnier et Romon in Montargis ihren Namen. In Heilbronn wurden an der Erschießungsstelle Stolpersteine zur Erinnerung an Gabriel Romon und seine 23 Kameraden verlegt.